# Sołtysy (województwo opolskie)
Sołtysy – wieś w Polsce położona w województwie opolskim, w powiecie oleskim, w gminie Praszka.
W latach 1975–1998 miejscowość położona była w województwie częstochowskim.
Miejscowość położona jest przy drodze krajowej nr 45 z Kluczborka do Wielunia.